# Clazomenae
Clazomenae (Grieks: Κλαζομεναί / Klazomenaí; Nederlands, verouderd: Clazomene) was een Ionische stadstaat aan de zuidelijke oever van de Golf van Smyrna, gelegen ruim 30 km ten westen van het huidige İzmir (Smyrna).
Gekoloniseerd door Griekse inwoners van Cleonae en Phlius, werd Clazomenai kort na 600 v.Chr. door de Lydische koning Alyattes II onderworpen, daarna in 546 door Cyrus van Perzië. De stad sloot ook aan bij de Ionische Twaalfstedenbond, werd na de Slag bij Lade (494) verwoest, en van 478 tot 412 was ze lid van de Delische Bond. In 386 kwam ze, in het kader van de Koningsvrede, weer onder Perzisch bewind. In de Hellenistische tijd behoorde Clazomenae toe aan de Attaliden van Pergamum, vervolgens, na 188 v.Chr, was ze vrij tot aan de aansluiting bij de Romeinse Provincia Asia.
Terwijl de oudste nederzetting nog op het vasteland lag, werd de stad in de 5e eeuw v.Chr. uit vrees voor de Perzen grotendeels naar een eilandje voor de kust verlegd. Door Alexander de Grote werd dit eiland door een dam met het vasteland verbonden. Blijkens de ter plaatse gevonden beschilderde sarcofagen (uit de 6e / 5e eeuw v.Chr.), de naar Clazomenae genoemde keramiek en de munten moet de handel er behoorlijk bloeiend zijn geweest. 
In Clazomenae werd ook de wijsgeer Anaxagoras geboren.